# Jessica Helleberg
Jessica Elenora Gerd Helleberg (* 20. Februar 1986 in Partille) ist eine schwedische Handballspielerin, die dem Kader der schwedischen Nationalmannschaft angehörte.

## Karriere
Jessica Helleberg begann das Handballspielen beim schwedischen Verein IK Sävehof. Nachdem die Außenspielerin im Jahre 2011 mit der Damenmannschaft zum vierten Mal die Meisterschaft gewonnen hatte, wechselte sie zum dänischen Erstligisten Team Esbjerg. Zwei Jahre später unterschrieb sie einen Vertrag beim Ligarivalen HC Odense. Seit Februar 2015 pausiert sie schwangerschaftsbedingt. Nachdem Helleberg im Jahr 2015 ihr erstes Kind gebar, wurde sie kurz darauf erneut schwanger. Im September 2020 gab sie ihr Comeback beim dänischen Erstligisten København Håndbold. Nachdem Helleberg in der Saison 2020/21 im 19 Ligaspielen insgesamt 19 Tore geworfen hatte, verließ sie den Verein. Anschließend schloss sie sich dem unterklassigen Verein Hvidovre IF an. Seit dem Jahr 2023 läuft Helleberg für den dänischen Zweitligisten HØJ Håndbold auf. Im Jahr 2025 stieg sie mit HØJ in die Damehåndboldligaen auf.
Helleberg bestritt 82 Partien für Schweden, in denen sie 128 Treffer erzielte. Bei der Europameisterschaft 2010, bei der ihr drei Treffer gelangen, gewann sie die Silbermedaille. Ein Jahr später belegte sie mit Schweden den neunten Platz bei der Weltmeisterschaft 2011 in Brasilien. 2012 gehörte sie dem schwedischen EM-Aufgebot an, das den achten Platz belegte. Bei der Europameisterschaft 2014 gewann sie mit Schweden die Bronzemedaille.

## Sonstiges
Helleberg ist mit dem dänischen Fußballspieler Martin Spelmann liiert.